# Abrasivos de acero

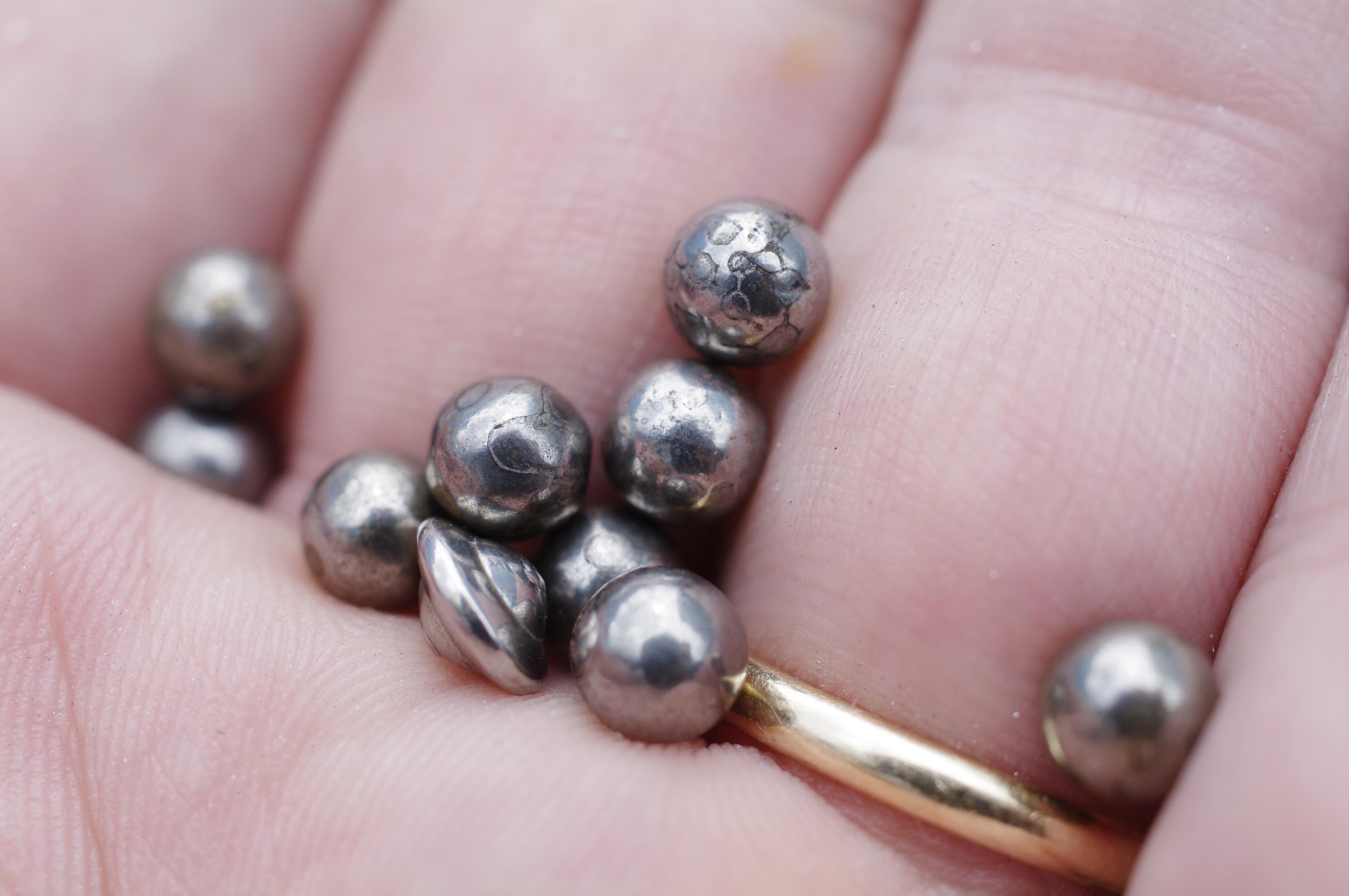
Elementos abrasivos de acero

Los abrasivos de acero son partículas de acero que se utilizan como abrasivos o medios de granallado. Por lo general, están disponibles en dos formas diferentes (granallado y granulado), utilizados en diferentes aplicaciones industriales. 
Granalla de acero: son granos esféricos fabricados con acero fundido a través de un proceso de atomización ("granulación"), disponibles en diferentes tamaños y durezas. 
Granos de acero: son partículas con una forma predominantemente angulosa. Estos granos se obtienen triturando granalla de acero, y por lo tanto, presentan bordes afilados y secciones de rotura. Fabricados con aceros más duros, también están disponible en diferentes tamaños y durezas. 

## Propiedades
La mayoría de los abrasivos de acero están hechos de una composición de acero con alto contenido de carbono, el mejor compromiso entre las propiedades mecánicas, la eficiencia y la durabilidad. Las propiedades más importantes para los abrasivos de acero son la dureza, el tamaño y la forma del grano, la resistencia al desgaste y la limpieza (ausencia de óxido y de contaminantes).

### Reciclabilidad e impacto ambiental
La reciclabilidad de la granalla de acero oscila entre 2000 y 3000 ciclos. Debido a su alto nivel de reciclabilidad, la granalla de acero tiende a generar menos desperdicios que otros abrasivos. 

### Dureza
La granalla o el grano de acero generalmente está disponible en diferentes niveles de dureza, que varían entre 40 y 65 en la escala Rockwell (400 a 850 en la escala de dureza Vickers). 

## Aplicaciones industriales

### Limpieza
La granalla de acero se utiliza en aplicaciones de limpieza para eliminar material adherido sobre superficies metálicas. Este tipo de limpieza es común en la industria automotriz (bloques de motor, culatas, etc.) 

### Preparación de superficies
La preparación de las superficies es una serie de operaciones que incluyen la limpieza y la modificación física de una superficie. La granalla de acero se utiliza para limpiar superficies metálicas que están cubiertas con escamas de fabricación, suciedad, óxido o revestimientos de pintura; y para modificar físicamente superficies metálicas con el fin de crear rugosidad con vistas a obtener una mejor aplicación de pinturas y revestimientos. Los gránulos de acero se emplean generalmente en máquinas de granallado.

### Corte de piedras
Las limaduras de acero se usan para cortar piedras duras, como el granito. Se utiliza en grandes bastidores con múltiples instrumentos de corte, que seccionan los bloques de granito en placas finas. 

### Granallado
El granallado es el golpeo repetido sobre una superficie metálica utilizando partículas de gran tamaño. Estos impactos múltiples producen una ligera deformación en la superficie metálica, pero también mejoran su durabilidad. Las partículas utilizadas en esta aplicación son esféricas en lugar de angulosas. La razón es que los gránulos esféricos son más resistentes a las fracturas debido a los impactos.

## Usos industriales
El granallado con acero se utiliza en numerosos sectores, ya que muchas industrias utilizan las aplicaciones de limpieza, preparación de superficies o granallado como parte de sus procesos de construcción, renovación o reparación. Los principales sectores industriales que emplean abrasivos de acero son: 
- Industria automotriz
- Construcción
- Metalurgia
- Industria petroquímica

## Producción
La producción anual de abrasivos de acero en el mundo se estima en más de 1 millón de toneladas, siendo el mayor productor mundial Winoa Group (anteriormente conocido como Wheelabrator Allevard) por producción y capacidad.

## Lecturas relacionadas
- Montani, C .; 2009, Stone 2009, World Marketing Handbook, Faenza Editrice, ISBN 978-88-8138-124-1
- Schulze, V .; 2006, Modern Mechanical Surface Treatment, Wiley-VCH, Verlag GmbH & Co. KGaA, Weinheim, ISBN 3-527-31371-0

- Datos: Q1386592
- Multimedia: Steel abrasive / Q1386592